# Волынские епархиальные ведомости
Волынские епархиальные ведомости (1867—1916) — журнал, печатный орган Волынской епархии, который выходил два-три раза в месяц, потом — еженедельно, сначала в Почаеве, с 1908 — в Житомире. Редакция размещалась сначала в Кременце, а с 1909-го — в Житомире. Одни из первых редакторов — преподаватели Волынской духовной семинарии Н. Петров, В. Прозоровский. А. Соловьёв, иеромонах Акакий.
Журнал состоял из официальной и неофициальной частей. В официальной части печатались царские и правительственные указы, распоряжения Синода и епархиального руководства. В неофициальной — историко-статистические описания церквей и приходов Волынской епархии, хроника событий, краеведческие материалы, очерки по истории городов и сёл Волынской губернии.